# Enterprise cea de ieri
„Enterprise cea de ieri” (titlu original: „Yesterday's Enterprise”) este al 15-lea episod din al treilea sezon al serialului TV american științifico-fantastic Star Trek: Generația următoare și al 63-lea episod în total. A avut premiera la 19 februarie 1990. Episodul a fost regizat de David Carson.

## Prezentare
Nava Enterprise-C apare din trecut, cauzând o mutație a realității și întoarcerea Tashei Yar, decedată cu ceva timp înainte. Istoria alternativă aduce echipajul în război cu klingonienii.

## Actori ocazionali
- Denise Crosby - Tasha Yar
- Christopher McDonald - Richard Castillo
- Tricia O'Neil - Rachel Garrett
- Whoopi Goldberg - Guinan